# Incident de Mechelen
 (janvier 2012).
Si vous disposez d'ouvrages ou d'articles de référence ou si vous connaissez des sites web de qualité traitant du thème abordé ici, merci de compléter l'article en donnant les références utiles à sa vérifiabilité et en les liant à la section « Notes et références ».
L'incident de Mechelen est l'accident d'un avion allemand qui s'est écrasé le 10 janvier 1940, durant la drôle de guerre, à Vucht, près de  Mechelen-aan-de-Maas (Malines-sur-Meuse), en Belgique. À bord se trouvait un officier qui transportait des documents ultra-secrets du  plan Jaune (Fall Gelb), détaillant la future attaque allemande sur la Belgique, les Pays-Bas, le Luxembourg et la France. Cet événement produit immédiatement une situation de crise. Il se pourrait que cet accident ait forcé l'état-major allemand à changer ses plans, mais cette hypothèse fait débat chez les historiens.

## Un accident militaire qui devient un "incident" politique
Au matin du 10 janvier, le major allemand Erich Hoenmanns décolle de la base aérienne de Loddenheide, à côté de Münster, pour rejoindre Cologne à bord d'un Messerschmitt Taifun. Il a pour passager le major Helmuth Reinberger, responsable de l'organisation du ravitaillement de la 7e division aérienne, l'unité destinée à être parachutée derrière les lignes belges à Namur le jour de l'attaque à venir. Reinberger se rendait à Cologne pour une réunion de concertation. La nuit précédente, après avoir bu un verre à la cantine de la base, Hoenmanns lui avait proposé de l'emmener en avion. Habituellement, Reinberger aurait dû prendre le train pour ce voyage fastidieux, mais de toute façon Hoenmanns avait besoin de quelques heures de vol supplémentaires et voulait récupérer son linge propre chez sa femme à Cologne. Hoenmanns n'était pas au courant que Reinberger devait transporter le plan d'attaque de la Belgique et des Pays-Bas qui, au jour du vol, avait été fixée par Hitler à la semaine suivante, le 17 janvier 1940.
Une épaisse couche de brouillard cache le paysage lors du vol. Le pilote décide alors de changer son parcours en direction de l'ouest, espérant se réorienter en rejoignant le Rhin. Cependant, il avait déjà survolé la rivière alors gelée et invisible. Il quitte l'Allemagne et rejoint la Meuse dans la zone où la rivière sert de frontière entre la Belgique et les Pays-Bas, il finit par tourner autour de Vucht.

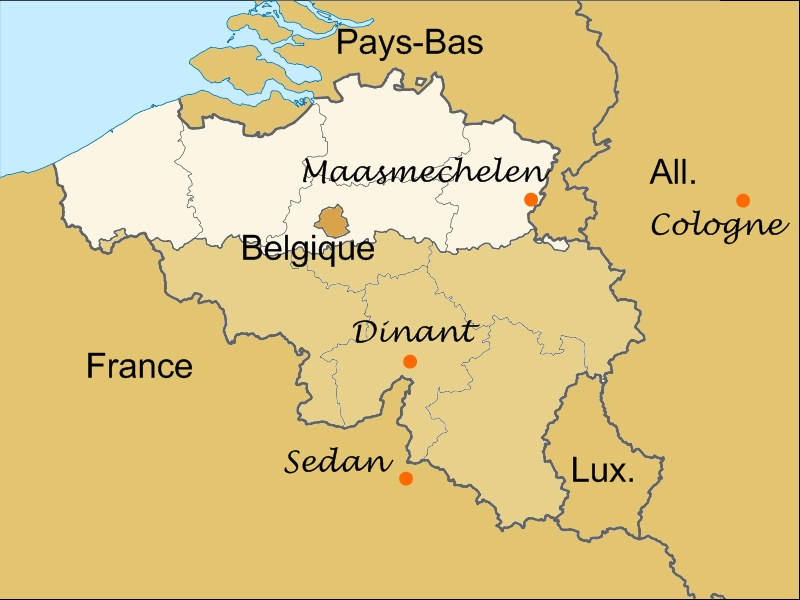
Maasmechelen sur la carte de Belgique, ainsi que des villes citées.

Il semblerait que le pilote ait stoppé l'alimentation du moteur en carburant, en actionnant une manette à l'intérieur du cockpit. Le moteur a « toussé », puis s'est arrêté, ce qui force Hoenmanns à atterrir en catastrophe dans un champ avoisinant aux alentours de 11 heures 30. L'avion est gravement endommagé : les deux ailes se sont brisées lorsque l'appareil est passé entre deux arbres, le lourd moteur a sectionné une partie du nez. Malgré cela, Hoenmanns s'en sort indemne.
Après l'atterrissage, les deux Allemands demandent à un ouvrier agricole où ils se trouvent et comprennent qu'ils ont survolé le territoire néerlandais et ont atterri peu après la frontière belge. Reinberger panique et se précipite vers l'épave de l'avion pour mettre en sécurité sa serviette en cuir jaune, criant qu'il a des documents secrets qui doivent être détruits immédiatement. Hoenmanns fait diversion en s'éloignant de l'avion afin de laisser le temps à Reinberger de détruire les dossiers. Reinberger essaye dans un premier temps de mettre le feu aux documents avec son briquet mais cela n'a pas fonctionné. Il emprunte alors à l'ouvrier agricole une allumette. Reinberger se cache derrière un fourré et empile les papiers par terre afin de les brûler. Deux gardes frontières belges arrivent, le sergent Frans Habets et le soldat de deuxième classe Gérard Rubens. Ce dernier, interpellé par la fumée sortant des buissons, se précipite pour sauver les documents avant qu'ils ne soient complètement détruits. Reinberger s'enfuit mais il finit par se rendre après que deux tirs de sommation ont été faits.
Les deux hommes sont emmenés au poste frontière belge à proximité de Mechelen-aan-de-Maas (Malines-sur-Meuse). Là, ils sont interrogés par le capitaine Arthur Rodrique, qui place les documents carbonisés sur la table. Hoenmanns fait à nouveau diversion en demandant aux soldats belges de lui laisser utiliser les toilettes, ce qui permet à Reinberger d'essayer de bourrer les papiers dans un fourneau brûlant à proximité. Il y réussit mais hurle de douleur en soulevant le couvercle extrêmement chaud. Effrayé, Rodrique se retourne et retire les papiers du feu en se brûlant gravement la main et les documents sont enfermés dans une autre salle. Reinberger décide alors de se suicider et tente de se saisir du pistolet de Rodrique mais le capitaine furieux le met à terre. Reinberger fond en larmes en hurlant « Je voulais votre arme pour me tuer ». Hoenmanns déclare au capitaine « Vous ne pouvez pas le lui reprocher, c'est un officier honnête, il est fini maintenant. »
Deux heures plus tard, le premier officier des services de renseignements belges arrive pour rapporter les papiers à ses supérieurs en fin d'après-midi.

## Première réaction allemande
Tard dans la nuit du 10 janvier, des rapports de presse annonçant le crash d'un avion allemand arrivent à Berlin. À l'Oberkommando (OKW), c'est la consternation générale lorsqu'on en déduit que Reinberger devait avoir le plan d'attaque avec lui. Le 11 janvier, Hitler furieux démet de leurs fonctions le commandant de la 2e flotte aérienne Hellmuth Felmy et le chef d'état-major de cette dernière, le colonel Josef Kammhuber. Néanmoins, il est décidé à conserver le plan d'attaque originel pendant que les attachés des ambassades allemandes de La Haye et de Bruxelles, respectivement le lieutenant général Ralph Wenninger et le colonel Friedrich-Carl Rabe von Pappenheim, chercheraient à savoir si le plan est fatalement compromis ou non. Le 12 janvier, le jour de la première rencontre des deux attachés avec Reinberg et Hoenmanns, le général Alfred Jodl, le chef d'état-major de la Wehrmacht, donne à Hitler une estimation inquiétante sur le fait que les Belges puissent avoir le plan. Une note du journal de Jodl, datée du 12 janvier, résume ce qu'il a dit à Hitler : « Si les Alliés sont en possession de tous les dossiers, la situation est catastrophique ! » Cependant, les Allemands sont dans un premier temps faussement rassurés par les tromperies belges.

## Réaction belge
Les Belges décident de tromper Reinberger en lui faisant croire que les papiers ont été détruits et lui donnent l'opportunité de communiquer cette information aux autorités allemandes. La ruse était en deux parties. Premièrement, les enquêteurs belges demandent à Reinberger ce qu'il y avait sur les feuilles et lui disent que s'il ne le disait pas il serait considéré comme un espion. Plus tard, Reinberger a déclaré que « de la façon dont la question avait été posée, j'ai réalisé qu'il (l'enquêteur) pouvait n'avoir rien compris des fragments qu'il avait lus ». Deuxièmement, les Belges laissent Reinberger et Hoenmanns rencontrer les attachés de l'armée de terre et de l'armée de l'air, Wenninger et Rabe von Papperheim, pendant que leur conversation est secrètement enregistrée. Durant la rencontre, Reinberger informe Wenninger qu'il a réussi à brûler suffisamment les papiers pour qu'ils soient indéchiffrables. Cette ruse a relativement réussi, du moins à court terme. Après la rencontre au poste de police avec les deux attachés, Karl Alexander Victor, Vicco von Bülow-Schwante (de), ambassadeur d'Allemagne en Belgique, envoie par télégraphe à ses supérieurs : « Le commandant Reinberger a confirmé qu'il avait brûlé les documents sauf quelques pièces qui ont la taille de sa paume de main. Reinberger affirme que la majorité des documents qui n'ont pu être détruits paraît être sans importance ». Cela parait avoir convaincu le général Jodl. Au 13 janvier, il note dans son journal : « Rapport de la conversation de l'attaché de la Luftwaffe avec les deux aviateurs crashés. Résultat : le porte-documents a brûlé d'une manière certaine ».
Au cours de la journée du 10 janvier, les Belges doutant encore de l'authenticité des documents, ceux-ci sont rapidement transmis à la Deuxième Section (les services secrets militaires) de l'état-major à Bruxelles. Une grande partie est effectivement gravement endommagée par les tentatives de destruction de Reinberger, mais l'idée générale d'une attaque contre la Belgique et les Pays-Bas apparaît clairement sur les fragments récupérés bien que la date ne soit pas mentionnée. Le 11, le général Raoul Van Overstraeten conclut que ces informations sont essentiellement vraies puisque les documents corroborent les avertissements du comte italien Galeazzo Ciano quant à une attaque allemande aux alentours du 15 janvier 1940. Dans l'après-midi, le roi Léopold III décide d'informer son ministre de la Défense, le général Henri Denis, et le généralissime français Maurice Gamelin. À 17 h 15, l'officier de liaison français, le lieutenant-colonel Hautcœur, reçoit deux pages résumant les documents, sans explication sur la manière dont ils ont été obtenus. Lord Gort, le chef du « British Expeditionary Force » (le corps expéditionnaire britannique) est également prévenu et Léopold III a appelé lui-même la princesse Juliana des Pays-Bas et la grande-duchesse Charlotte de Luxembourg, disant à la première « Faites attention, le temps est dangereux » et à la seconde « Prenez garde à la grippe », deux codes prédéterminés signifiant que les autorités belges considéraient comme imminente une attaque allemande.

## Réaction française
Dans la matinée du 12 janvier 1940, Gamelin tient une réunion avec les plus hauts commandants de l'armée française et le chef des services de renseignements militaire, le colonel Louis Rivet. Celui-ci est sceptique quant à l'alerte mais Gamelin considère que même si cela est une fausse alerte, c'était une excellente occasion de faire pression sur les Belges afin qu'ils autorisent une avancée des troupes françaises sur leur territoire. Gamelin avait l'intention d'entreprendre, en 1941, une offensive décisive contre l'Allemagne en passant à travers la Belgique : sa neutralité aurait pu être un obstacle à ce plan. Si la peur d'une invasion mettait la Belgique du côté de la France et du Royaume-Uni, ce problème était en partie résolu et permettait de profiter d'un avantage stratégique important. D'un autre côté, si le Troisième Reich prenait les devants avec cette invasion, il était vraiment souhaitable que les forces françaises puissent entrer au cœur de la Belgique avant que les forces ennemies n'y arrivent. Autant pour intensifier la crise que pour se préparer à n'importe quelle éventualité, Gamelin ordonne donc au 1er groupe d'armées dirigé par le général Gaston Billotte et à la 3e armée voisine de se préparer à franchir la frontière belge.

## Alerte de Sas
L'attitude allemande semble confirmer l'authenticité des documents, ce qui augmente l'anxiété des autorités belges. Le jour suivant, elles sont convaincues que la situation est critique. Dans la soirée du 13 janvier, un message du colonel Georges Goethals, l'attaché militaire belge à Berlin, contenait ces mots : « Étaient-ce des ordres tactiques ou une part de ceux-ci dans l'avion de Malines (sic) ? Un informateur sincère, dont la crédibilité peut être contestée, prétend que cet avion transportait les plans de Berlin à Cologne quant à l'attaque de l'Ouest. Puisque ces plans sont tombés aux mains des Belges, l'attaque se déroulera aujourd'hui pour devancer des contre-mesures. J'émets des réserves formelles à propos de ce message, je ne le considère pas fiable mais c'est mon devoir de le transmettre ». L'« informateur sincère » est l'attaché militaire néerlandais à Berlin, Bert Sas, avec qui Goethals avait parlé aux alentours de 17 heures : ses informations sont toujours examinées soigneusement car il est en contact avec un officier des services secrets allemands opposant au régime nazi. On sait aujourd'hui qu'il s'agissait du colonel Hans Oster.
Le général Van Overstraeten, conseiller militaire de Léopold III, qui est informé du message vers 22 heures, est stupéfait que l'informateur paraisse être au courant de la capture du plan. Le crash n'avait été mentionné par aucun article de presse. Il est possible que cela fasse partie d'un imposant plan de ruse allemand, mais il est également possible que l'information soit authentique. Suivant cette seconde hypothèse, Van Overstraeten modifie l'avertissement que le chef de l'état-major belge, le général Édouard Van den Bergen, avait esquissé et qui était sur le point d'être envoyé à tous les commandants de l'armée belge le 13 janvier : tandis que l'avertissement indiquait initialement qu'une attaque pour le matin suivant était « probable », elle déclare maintenant que l'attaque était quasi certaine. Van den Bergen, qui avait secrètement promis à Gamelin de s'aligner aux côtés de la France et du Royaume-Uni, décide de diffuser à la radio, dans la nuit vers 22 h 30, le rappel immédiat des 80 000 soldats belges en permission dans leurs unités pour s'assurer que l'armée soit au maximum de sa puissance au moment de l'attaque allemande.
Cette mesure est prise sans consultation avec Léopold III ou Van Overstraeten et sans savoir que la décision avait été prise de garder l'Allemagne dans l'incertitude de savoir si la Belgique était en possession de ses plans d'attaque ou non. Une nouvelle fois sans consulter le roi ou son conseiller militaire, Van den Bergen ordonne que les barrières soient levées aux frontières communes avec la France, ce qui permettrait aux troupes franco-britanniques de marcher rapidement à l'intérieur du pays quand elles seraient appelées en réponse à l'attaque allemande. Si les Allemands avaient effectivement attaqué le 14 janvier, Van den Bergen aurait certainement été acclamé pour sa prise de décision énergique. Mais Van den Bergen tombe en disgrâce pour avoir agi sans la permission du roi, alors que Léopold est le commandant suprême de toutes les forces armées belges. Van den Bergen est réprimandé si sévèrement par Van Overstraeten que sa réputation ne s'en est jamais remise et il démissionne à la fin de janvier 1940.

## Réaction néerlandaise

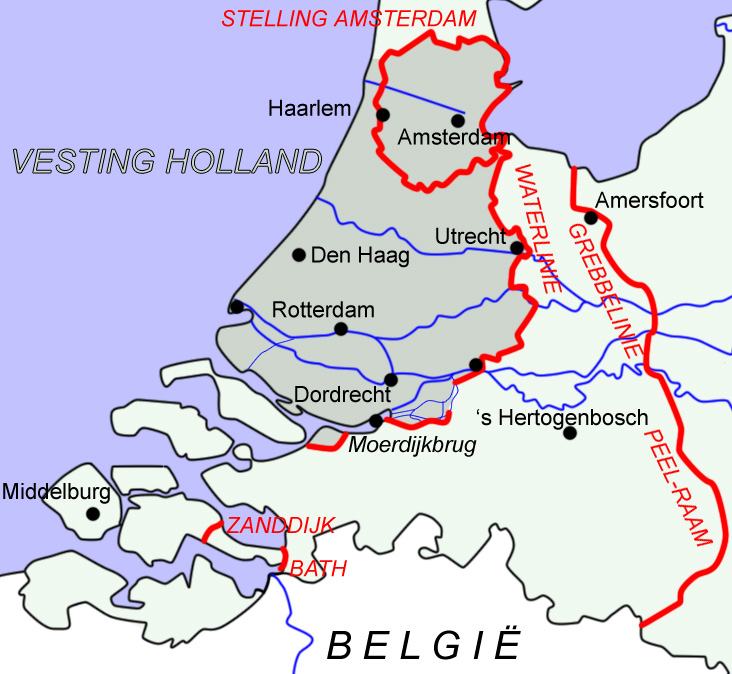
La carte néerlandaise présentant le « Vesting Holland »

Bien que la reine Wilhelmine des Pays-Bas et son gouvernement aient été alertés par les avertissements belges, le généralissime néerlandais Izaak Herman Reijnders (en) reste sceptique quant à l'information : lorsque l'attaché militaire belge à La Haye, le lieutenant-colonel Pierre Diepenrijckx, lui a passé une note de Van Overstraeten datée du 12 janvier, il a dit : « Croyez-vous vous-même en ces messages ? Je n'y crois pas du tout ». Une fois encore, les autorités belges n'ont pas informé les Néerlandais sur la façon dont elles ont obtenu l'information. De plus, elles ont caché le fait que les Allemands ne prévoyaient dans leurs plans qu'une occupation partielle des Pays-Bas laissant libres les retranchements néerlandais, le « Vesting Holland » (Forteresse Hollande).
On ne sait toujours pas si Reijnders a été alerté par Sas. Après la guerre, il niera avoir parlé à l'attaché belge mais, au matin du 14 janvier, en réaction à l'alerte belge, il a ordonné qu'aucune permission ne soit donnée aux soldats – contrairement aux Belges, les Néerlandais n'ont rappelé personne –, que les ponts stratégiques soient fermés et qu'on y arme des charges explosives. Dans l'après-midi, la population est inquiétée par l'annonce à la radio de l'annulation des permissions. Elle redoute que les Allemands profitent de l'importante vague de froid pour traverser le réseau d'inondations défensives gelé. La semaine suivante, afin de rassurer la population, beaucoup de reportages consacrés aux scies circulaires portatives ont expliqué qu'elles pouvaient servir à découper la glace.

## Apogée et déception
La volonté du gouvernement belge de garder secrets les documents en sa possession est une nouvelle fois minée, cette fois à cause du roi Léopold III lui-même. Au matin du 14 janvier, il envoie un message à Winston Churchill, alors premier Lord de l'Amirauté, via l'amiral Sir Roger Keyes demandant certaines garanties. Léopold passe par Keyes car c'est un agent de liaison secret entre le gouvernement britannique et le roi. Les garanties demandées incluent l'assurance que les Alliés n'ouvriraient pas de négociations quant à un règlement du conflit sans l'accord de la Belgique. Keyes ajoute une annexe stipulant qu'il croit que Léopold III pourrait être capable de persuader son gouvernement d'appeler immédiatement les Alliés si les garanties étaient acceptées. C'est dans l'intérêt des Alliés parce que Paris et Londres ont déjà tenté de convaincre Bruxelles de laisser leurs troupes entrer en Belgique depuis le début de la guerre.
Il n'existe pas de transcription de la conversation de Keyes avec Churchill, mais si Keyes a vraiment dit ce qu'il avait l'intention de dire, alors le message s'est modifié à mesure des répétitions dans la chaîne des intermédiaires entre Churchill et le Commandement suprême. Dans l'après-midi où il contacte les Français, il n'est pas fait référence au fait que Keyes n'exposait que son avis sur l'appel aux Alliés. Le rapport français de l'offre exposait que « le roi pourrait demander à son gouvernement de demander aux armées alliées d'occuper immédiatement des positions défensives à l'intérieur de la Belgique » si les Belges recevaient satisfaction de leurs garanties. Édouard Daladier, le président du Conseil français, répond rapidement au gouvernement britannique que, dans la mesure où la France est concernée, les garanties pouvaient être prises.  De cette façon, le Français pensait que les Belges recevraient une réponse satisfaisante des Britanniques quant à leurs garanties, et qu'ils inviteraient immédiatement les Alliés à traverser la frontière.
À 15 h 50, Daladier informe Gamelin que les Belges ont en principe convenu d'une avancée française et demande s'il est prêt à exécuter celle-ci. Gamelin est vraiment satisfait, répondant que grâce à de fortes chutes de neige à la frontière germano-belge, les Allemands seraient incapables de se déplacer rapidement, qu'une invasion allemande était par conséquent peu probable et que cela mettait les Français en position idéale pour un retranchement. Il ajoute : « Nous devons nous saisir maintenant de l'occasion ». Gamelin ordonne aux troupes alliées sous son commandement durant la nuit du 14 au 15 janvier de se déplacer jusqu'à la frontière franco-belge afin d'être prêtes à la traverser dès qu'elles en recevraient l'ordre.
À 16 h 45, il est appelé par le commandant du front du Nord-Est, le général Alphonse Georges. Celui-ci craint que cette décision soit irréversible et qu'elle mette en marche une série d'événements qui rendraient une invasion allemande inévitable alors que les armées de terre et de l'air françaises n'ont pas encore terminé leurs réarmements. Gamelin se met en colère contre Georges, le forçant à approuver son ordre. Durant la nuit, les Belges sont prévenus de la manœuvre. C'est seulement le lendemain à 8 heures que Gamelin prend connaissance de la réponse britannique aux garanties : ils offrent la version édulcorée la moins susceptible d'être acceptée par les autorités belges. Au même moment, il reçoit des messages des troupes en mouvement attestant que les gardes-frontières belges ont baissé les barrières et qu'ils ne les autorisent pas à entrer dans le pays. Trois heures plus tard, Daladier, incité par un Gamelin désespéré qui insiste pour que le président du Conseil mette le gouvernement belge « face à ses responsabilités », explique à Pol Le Tellier, l'ambassadeur de Belgique à Paris, qu'à moins que la France ait une invitation à entrer en Belgique pour 20 heures le soir même, non seulement les troupes franco-britanniques se retireraient de la frontière mais elles refuseraient également d'effectuer de pareilles manœuvres au cours de futures alertes tant que les Allemands n'auraient pas envahi.
L'invasion avait été prévue pour le 14, mais ne s'était pas réalisée. Les fortes chutes de neige continuent à la frontière orientale, rendant une attaque allemande peu probable. Le roi et Van Overstraeten, tous deux ardents défenseurs de la neutralité, espèrent qu'une solution diplomatique pourrait mettre fin à la guerre et n'ont pas l'intention d'impliquer leur pays à moins que cela ne soit absolument nécessaire. Aux alentours de midi, Van Overstraeten ordonne aux gardes frontières belges de laisser les barrières baissées et leur rappelle l'ordre perpétuel de « repousser par la force toute unité étrangère de n'importe quelle nationalité qui foulerait le territoire belge ». À 18 heures, Daladier dit à un Gamelin déçu qu'il « ne pourrait pas prendre la responsabilité de nous autoriser à pénétrer préventivement en Belgique », c'est-à-dire violer la neutralité belge.

## Annulation de l'invasion
Quand Jodl apprend le 13 janvier que les documents sont probablement illisibles, il annule le plan originel pour l'avancer de 3 jours, c'est-à-dire pour le 14 janvier, puis le repousse au 15 ou au 16. Dans la nuit parvient la nouvelle surprenante de la mise en alerte des troupes belges et néerlandaises, mobilisées depuis septembre 1939. Cela est attribué au crash de l'avion et à l'approche trop évidente de la 6e armée. L'élément de surprise est donc perdu. Le 15, les conditions de conduite sont tellement mauvaises à cause des chutes de neige et les prévisions météorologiques étaient si maussades que Jodl conseille à Hitler de repousser l'invasion à une date postérieure. Non sans hésitation, Hitler prend cette décision le 16 janvier à 18 heures.

## Résultats
À court terme, l'incident de Mechelen-sur-Meuse a semblé n'avoir aucun effet notoire, mais à long terme, les conséquences de cet incident sont désastreuses pour la Belgique et la France. Lorsque la véritable invasion se produit, le 10 mai 1940, les Allemands ont radicalement changé leur stratégie et ce changement entraîne la débâcle alliée lors de la bataille de France, tandis qu'une victoire allemande, même partielle, aurait probablement été loin d'être certaine si le plan originel avait été appliqué. La détermination du lien de cause à effet entre l'accident de Mechelen et le changement de stratégie est complexe.

Le plan jaune remanié

Dans la majorité des récits traditionnels, l'accident conduit Hitler à changer drastiquement de stratégie. Il demande à Jodl que « toute l'opération soit construite sur de nouvelles bases afin d'assurer le secret et la surprise ». Les Belges se sont sentis obligés de dire aux Allemands qu'ils avaient leurs plans. Quand Joachim von Ribbentrop, le ministre des Affaires étrangères du IIIe Reich, leur rétorque qu'il était périmé, il était plus proche de la vérité qu'il ne le pensait. En réaction à la demande d'Hitler, le haut commandement allemand se met à chercher une alternative qui est finalement trouvée par le général Erich von Manstein, l'ancien chef d'état-major du groupe d'armées A de l'armée allemande. Il défendait depuis quelques mois un nouveau concept : au lieu d'être exposées à  une résistance farouche en tentant une attaque connue de l'ennemi, dont le coup principal serait porté à la frontière Nord-Est de la Belgique, les divisions de Panzer seraient concentrées plus au sud. Le 13 février, Jodl note qu'Hitler y donne son accord, faisant allusion à l'accident de Mechelen : « Nous devons alors attaquer dans la direction de Sedan ». Hitler dit à Jodl : « L'ennemi ne nous y attend pas. Les documents en possession des officiers de la Luftwaffe qui se sont écrasés ont convaincu l'ennemi que nous avions seulement l'intention de reprendre les côtes néerlandaises et belges. » Quelques jours après Hitler parle personnellement à Von Manstein et lui donne le feu vert. 
Cependant, l'importance de cet accident a aussi été violemment contestée. Dès ses tout débuts, le plan originel a toujours suscité l'hésitation d'Hitler. Cet ajournement en est un parmi d'autres et il est davantage dû aux mauvaises conditions météorologiques qu'à la découverte du contenu des documents. Comme le plan était plutôt traditionnel et prévisible, aucun secret essentiel ne fut compromis et ainsi il n'y avait pas besoin de changement. La demande d'Hitler d'avoir un effet de surprise ne consiste pas en une nouvelle stratégie surprenante mais en une approche raccourcie et une phase de concentration des forces, afin que la surprise tactique soit acquise avant que l'ennemi puisse réagir. À cette fin, les divisions blindées sont positionnées plus à l'ouest et l'organisation est améliorée. Il n'y a pas de changement franc dans la pensée stratégique et quand le plan a été terminé le 30 janvier, dans un flux continu d'amendements, la Aufmarschanweisung N°3, Fall Gelb n'était pas fondamentalement différent des versions précédentes. Ainsi, le fait que des amis de Von Manstein réussirent à apporter sa proposition à l'attention d'Hitler fut réellement un tournant capital. La conséquence majeure de cet accident est qu'il a divulgué, non pas le plan allemand, mais la façon dont les Alliés se déploieraient en cas d'invasion, permettant aux Allemands de s'adapter en conséquence.
L'adoption du Plan Jaune (Fall Gelb) révisé par les Allemands, tandis que les Alliés continuaient à s'attendre à ce qu'Hitler aille de l'avant avec la version capturée, a signifié que les Allemands ont pu tendre un piège aux Alliés. Il y a tout de même eu une attaque sur le centre de la Belgique mais c'était une diversion afin d'attirer le plus possible de troupes alliées au nord, tandis que la principale attaque allemande fondait sur les Ardennes en traversant la Meuse entre Sedan et la zone au nord de Dinant, pour ensuite pénétrer aussi loin que possible vers les côtes de la Manche. Ainsi, les armées en Belgique seraient coupées de leurs ravitaillements et seraient forcées de se rendre. Cette ruse pouvait être habile mais elle fonctionnerait seulement si Gamelin persévérait à appliquer sa stratégie originelle, ce qui était peu probable compte tenu du fait que, jusqu'au 14 janvier, il avait toujours eu la bonne intuition. N'avait-il pas correctement deviné le plan Jaune originel ?
Cependant, Gamelin n'a pas pensé à changer de stratégie au cas où les Allemands changeraient la leur, malgré les inquiétudes de Lord Gort et du gouvernement britannique. Peut-être que les Alliés ont continué à croire que les documents saisis étaient faux. Et peut-être que les Britanniques, embarrassés par la faible contribution de la Grande-Bretagne, n'ont pas osé critiquer la stratégie de leurs alliés.
Gamelin a été sévèrement critiqué pour n'avoir pas changé de plan. Sa position s'explique par une incapacité à croire que le très traditionnel état-major allemand pouvait faire preuve de stratégies innovantes, sans parler du concept encore plus novateur de « Blitzkrieg » qui a nécessité leur réflexion : n'importe quelle grande concentration de forces se déplaçant sur le faible réseau routier des Ardennes devrait se déplacer très rapidement. Ainsi, l'accident de Mechelen n'a pas dû avoir de conséquences importantes.
Erich Hoenmanns et Helmuth Reinberger ont été condamnés à mort par contumace en Allemagne. Le transport aérien de documents secrets est formellement interdit et relève du crime capital. La sentence n'a cependant jamais été appliquée. Les deux hommes ont été évacués vers la Grande-Bretagne puis vers le Canada. Par contre, la femme de Hoenmanns n'a pas survécu longtemps à un interrogatoire de la Gestapo et ses deux fils sont morts au combat pendant la guerre.